# Amadou Hampâté Bâ
Amadou Hampâté Bâ (* 1900/1901 in Bandiagara, Mali; † 15. März 1991 in Abidjan, Côte d’Ivoire) war ein malischer Schriftsteller und Ethnologe. Zwischen 1960 und 1970 war er für die UNESCO tätig.

## Biographie
Amadou Hampâté Bâ wurde 1900 oder 1901 in Bandiagara (Mali) geboren. Als Sohn von Hampâté Bâ und Kadidja Pâté Poullo Diallo entstammte er einer adligen Familie der Fulbe. Nach dem Tod seines Vaters wurde er vom zweiten Mann seiner Mutter Tidjani Amadou Ali Thiam, einem Tukulör, adoptiert. Er besuchte zunächst die Koranschule von Tierno Bokar, einem religiösen Führer der Tidschaniya Bruderschaft, war aber dann auf Grund seiner adligen Abstammung verpflichtet, die französische Schule in Bandiagara und später in Djenné zu besuchen. Im Jahr 1915 folgte er seinem Wunsch, mit der Mutter zu leben, und folgte ihr nach Kati, wo er sein Studium fortsetzte.
Als er 1921 nach Gorée zur weiteren Ausbildung für die koloniale Administration sollte, weigerte er sich. Der Gouverneur versetzte ihn darauf als zeitweiligen Schreiber nach Ouagadougou. Von 1922 bis 1932 bekleidete er mehrere Posten in der französischen Kolonialverwaltung in Obervolta (heute: Burkina Faso). Durch seine adlige Abstammung, seine Menschenkenntnis und qualitativ gute Arbeit gelang es ihm dabei in der Verwaltung aufzusteigen.
Im Jahr 1933 verbrachte er weitere sechs Monate bei seinem spirituellen Meister Tierno Bokar und ging anschließend bis 1942 nach Bamako. Als die Bruderschaft der Tidschaniya ab 1937 von Frankreich verfolgt wurde, war es auch mit dem Aufstieg von Amadou Hampâté Bâ innerhalb der kolonialen Verwaltung vorbei.
Im Jahr 1942 trat er auf Grund einer Einladung von Professor Théodore Monod in das Institut Francais d’Afrique Noire (IFAN) in Dakar ein. Er nahm an ethnologischen Untersuchungen teil und sammelte mündliche Überlieferungen von afrikanischen Völkern. Zudem schrieb er eine Studie zum Massina-Reich der Fulbe. 1951 erhielt er ein Stipendium der UNESCO, was ihm erlaubte, nach Paris zu gehen. Dort traf er sich mit Afrikanisten wie Marcel Griaule.
Nach der Unabhängigkeit Malis 1960 gründete er das Institut des Sciences Humaines in Bamako und vertrat sein Land bei den Versammlungen der UNESCO. 1962 wurde er in den Exekutivrat der UNESCO gewählt. 1966 nahm er an der Ausarbeitung eines einheitlichen Systems für die Transkription afrikanischer Sprachen teil. 1970 legte er sein Mandat bei der UNESCO nieder.
Die letzten Jahre bis zu seinem Tod am 15. Mai 1991 in Abidjan (Côte d’Ivoire) widmete er der literarischen Arbeit. Er bearbeitete seine gesammelten Aufzeichnungen zur mündlichen Tradition Westafrikas und schrieb seine eigene Erinnerung zu seinen ersten 33 Lebensjahren auf.

## Literarisches Werk
Hervorzuheben aus Amadou Hampâté Bâs literarischem Werk sind die Aufzeichnungen seiner frühen Lebensjahre: Amkoullel l’enfant peul (dt.: Jäger des Wortes), von seiner Geburt und Herkunft bis zur Weigerung, die ihm zugedachte französische Ausbildung fortzusetzen, und dem Anschlussband: Oui, mon commandant!, wo er seine Zeit als Beamter in der Kolonialverwaltung Obervoltas erzählt. Darüber hinaus zählt zu den bedeutenden Werken L’étrange destin du Wangrin (dt. Das seltsame Schicksal Wangrins), für den er 1974 den Großen Literaturpreis von Schwarzafrika erhielt.
Alle genannten Werke zeichnet eine positive Grundhaltung Amadou Hampâté Bâs gegenüber dem Leben aus. Französische Kolonialbeamte oder Geschäftsleute werden mit einem zwinkernden Auge gezeichnet, die aus Unkenntnis afrikanischer Gepflogenheiten oder an ihren eigenen zu hoch gesetzten zivilisatorischen Ansprüchen scheitern. Ein afrikanischer Held wie Wangrin in L’étrange destin du Wangrin besitzt eine gewitzte Schlauheit, die es ihm erlaubt sich das europäische Geschäftemachen zu Nutze zu machen und seine ausländischen Konkurrenten auszuschalten. Erst als sich Wangrin immer mehr von seiner afrikanischen Tradition entfernt und ihre Gesetze ignoriert, scheitert auch er wie seine europäischen Vorgänger vor ihm. In diesem Kontext ist auch Amadou Hampâté Bâs Werk zu verstehen. Er lehnt die westliche Welt nicht ab, möchte aber die afrikanischen Traditionen als Bestandteil der eigenen Identität nicht missen.

## Bibliographie
- (mit Jacques Daget) L’Empire peul du Macina, Paris 1955. (Neuauflage: 1984)
- Vie et enseignement de Tierno Bokar, le sage de Bandiagara, Paris 1957. (Neuauflage: 1980)
- Kaïdara, récit initiatique peul, 1969.
- L’étrange destin du Wangrin, 1973. (dt.: Wangrin seltsames Schicksal oder die listigen Ränke eines afrikanischen Dolmetschers, Frankfurt 1986.)
- L'Éclat de la grande étoile, Paris 1976.
- Jésus vu par un musulman, Paris 1994.
- Petit Bodiel (conte peul) et version en prose de Kaïdara, Paris 1994.
- Njeddo Dewal mère de la calamité. Contes initiatiques peul, Paris 1994.
- La poignée de poussière, contes et récits du Mali, 1987.
- Amkoullel l’enfant peul. Mémoires I, Arles 1991. (dt.: Jäger des Wortes. Eine Kindheit in Westafrika. Wuppertal ² 1995.)
- Oui mon commandant! Mémoires II, Arles 1994. (dt.: Oui, mon commandant! In kolonialen Diensten. Wuppertal 1997.)
- Il n'y a pas de petite querelle. Nouveaux contes de la savane. Paris 1999.